# Territorio de Guaporé
El Territorio de Guaporé (en portugués brasileño Territorio do Guaporé) fue un territorio federal brasileño creado el 13 de septiembre de 1943, de acuerdo con el Decreto-Ley n.º 5 812, durante el gobierno del presidente Getúlio Vargas, con territorios de los estados de Amazonas y Mato Grosso. Su nombre original era una referencia al río Guaporé, que divide Brasil de Bolivia; este fue cambiado a través de la Ley Ordinaria n.º 2731 del 17 de febrero de 1956 por el de Territorio Federal de Rondonia, en honor al mariscal Cândido Rondon (1865-1958). Fue elevado a la categoría de estado con el nombre de Rondonia el 22 de diciembre de 1981.

## Descripción
Creado por el Decreto-Ley N° 5812 de 13 de septiembre de 1943, este delimitaba el territorio de la siguiente forma:

- Al noroeste, el río Ituxi hasta su desembocadura en el río Purús y por este a la desembocadura del río Mucuim;
- Al noreste, este y sureste, el río Curuim, desde su desembocadura en el río Purus al paso paralelo en la primavera de Igarapé Cuniã, sigue por ese paralelo hasta llegar a la cabecera del Igarape Cuniã por esto hasta su confluencia con el río Madeira, y poner esto a la desembocadura del río Gi-Paraná (o Machado) hasta la boca de la celebración o de río Floriano continúa subiendo por esta a su, primavera, luego sigue la divisoria de aguas de la meseta de Vilhena, sorteando -o al nacimiento del río Cabixi y abajo de la misma hasta la desembocadura en el río Guaporé;
- Al sur, suroeste y oeste por los límites con la República de Bolivia, a partir de la confluencia del río Cabixi en el río Guaporé, hasta el límite entre el territorio de Acre y Amazonas Estado, en cuyo límite línea continúa para encontrar la margen derecha del río Ituxi o Iquiri.